# 苏支前

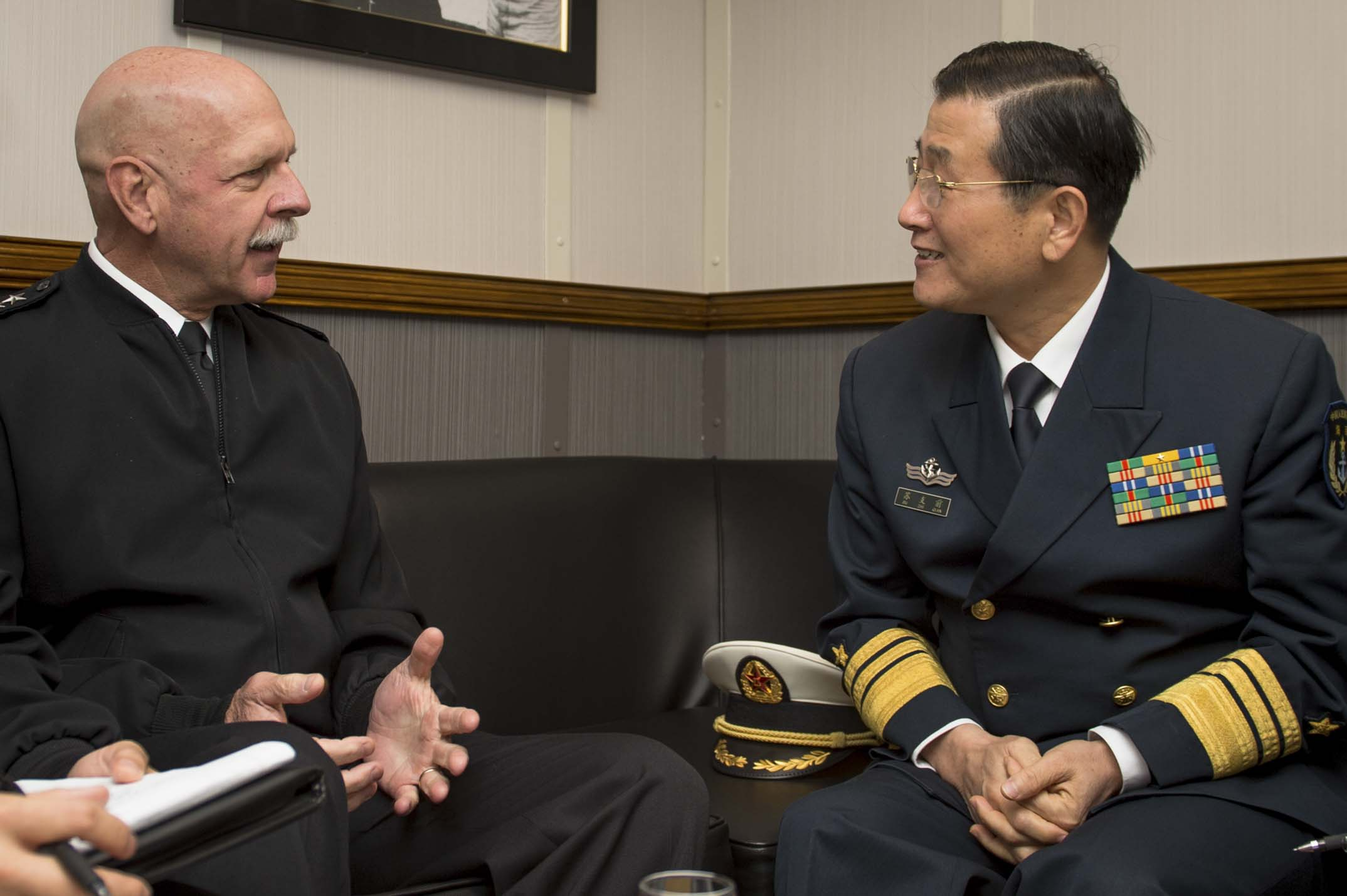
蘇支前中將（右）

苏支前（1955年—），山东临沂人。中国人民解放军海军中将军衔。现任中国人民解放军海军副司令员。

## 生平
苏支前曾前往俄罗斯留学，毕业于俄罗斯联邦武装力量总参谋部军事学院，回国后在国防大学任教官。2000年起任南海舰队副参谋长、参谋长。2007年，任南海舰队副司令员。2007年7月时曾作为中国海军舰艇编队指挥员率编队访问俄、英、西、法，并与英、西、法三国海军一同举行海上联合搜救演习。2009年1月，升任广州军区副司令员兼南海舰队司令员。2010年7月晋升海军中将。2010年12月，调任南京军区副司令员兼东海舰队司令员。2016年1月，任新建立的中国人民解放军东部战区副司令员兼首任东部战区海军司令员。2017年1月，任中国人民解放军海军副司令员。2017年5月，香港《星岛日报》称，苏支前涉嫌贪腐，被军队纪委调查。中国官方对此没有回应。